# ریبالکا
ریبالکا (به لاتین: Rybalka) یک منطقهٔ مسکونی در روسیه است که در جمهوری آلتای واقع شده‌است.